# Lochmostylia
Lochmostylia är ett släkte av tvåvingar. Lochmostylia ingår i familjen Ctenostylidae.
Kladogram enligt Catalogue of Life:
| Lochmostylia | \| \| Lochmostylia borgmeieri \| \| \| \| \| \| Lochmostylia lopesi \| \| \| \| |
|              | \| \| Lochmostylia borgmeieri \| \| \| \| \| \| Lochmostylia lopesi \| \| \| \| |
|              | Ctenostylum                                                                     |
|              |                                                                                 |
|              | Nepaliseta                                                                      |
|              |                                                                                 |
|              | Ramuliseta                                                                      |
|              |                                                                                 |
|              | Tauroscypson                                                                    |
|              |                                                                                 |
|              | Lochmostylia borgmeieri                                                         |
|              |                                                                                 |
|              | Lochmostylia lopesi                                                             |
|              |                                                                                 |

|  | Lochmostylia borgmeieri |
|  |                         |
|  | Lochmostylia lopesi     |
|  |                         |